# Lochmorhynchus puntarenensis
Lochmorhynchus puntarenensis är en tvåvingeart som beskrevs av Artigas 1970. Lochmorhynchus puntarenensis ingår i släktet Lochmorhynchus och familjen rovflugor. Inga underarter finns listade i Catalogue of Life.